# Восхождение на Монжуик
Восхождение на Монжуик (кат. Escalada a Montjuïc) — шоссейная однодневная велогонка по дорогам испанского города Барселона, проходившая с 1965 по 2007 год.

## История
Впервые состоялась в марте 1965 года. В октябре того же года прошла во второй раз. После этого стала проходит раз в год сначала в конеце сентября, а позднее в конеце октября ближе к концу профессионального сезона.
Несмотря на её престиж, в большинстве случаев она была неофициально профессиональной. В 1996 году гонка становится профессиональной с категорией 1.4, а в 1999 году получает специальную категорию для однодневных гонок 1.S. С момента создания UCI Continental Circuits в 2005 году входила в календарь UCI Europe Tour имея высшую для этих соревнований категорию 1.2.
В связи с тем, что команды UCI ProTeam не могли участвовать в гонках этой категории, а гонка нарушала это правило в течение двух лет подряд, она была исключена из гоночного календаря Международного союза велосипедистов, став неофициальной гонкой в последнем своём выпуске 2007 года.
Дистанция гонки состояла из двух этапов, проводимых в один день. Первый представлял собой критериум, состоящий из пяти пятикилометровых кругов общей протяжённостью примерно 25 км. Второй — индивидуальную гонку на время в гору Монжуик, протяжённостью около 10 км. Победителем становился гонщик, показавший наименьшее время по сумме двух этапов.
Организатором гонки была Esport Ciclista Barcelona.
Помимо гонки профессионалов, проходили заезды среди женщин, ветеранов и молодых гонщиков и других категорий включая тандемы.

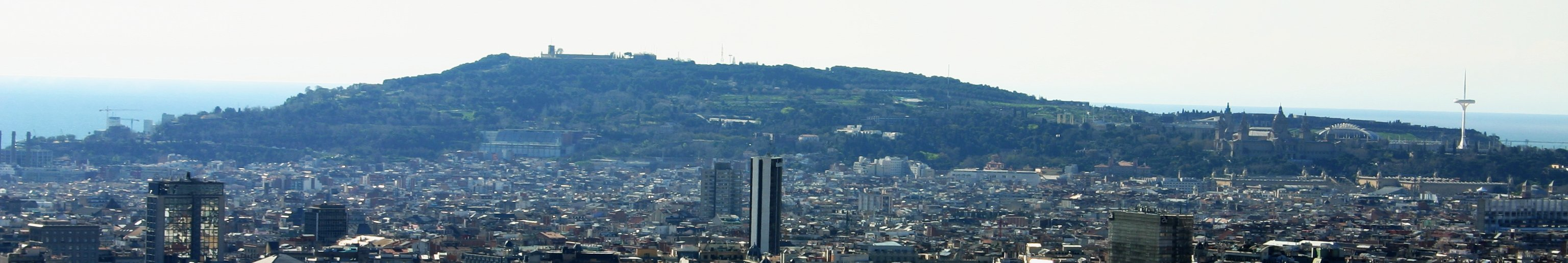
Вид на Монжуик недалеко от Барселоны, место проведения гонки.

## Победители
- 1965[3] —  Федерико Бахамонтес
- 1965[4] —  Раймон Пулидор
- 1966 —  Эдди Меркс
- 1967 —  Раймон Пулидор (2)
- 1968 —  Раймон Пулидор (3)
- 1969 —  Джанни Мотта
- 1970 —  Эдди Меркс (2)
- 1971 —  Эдди Меркс (3)
- 1972 —  Эдди Меркс (4)
- 1973 —  Хесус Манзанеке
- 1974 —  Эдди Меркс (5)
- 1975 —  Эдди Меркс (6)
- 1976 —  Мишель Поллентье
- 1977 —  Бернар Тевене
- 1978 —  Мишель Поллентье (2)
- 1979 —  Клод Крикельон
- 1980 —  Марино Лехаррета
- 1981 —  Йоп Зутемелк
- 1982 —  Марино Лехаррета (2)
- 1983 —  Марино Лехаррета (3)
- 1984 —  Клод Крикельон (2)
- 1985 —  Висенте Бельда
- 1986 —  Висенте Бельда (2)
- 1987 —  Альваро Пино
- 1988 —  Марино Лехаррета (4)
- 1989 —  Эрик Брёйкинк
- 1990 —  Марино Лехаррета (5)
- 1991 —  Оливерио Ринкон
- 1992 —  Алекс Цулле
- 1993 —  Маурицио Фондриест
- 1994 —  Тони Ромингер
- 1995 —  Клаудио Кьяппуччи
- 1996 —  Фабиан Йекер
- 1997 —  Лоран Жалабер
- 1998 —  Фабиан Йекер (2)
- 1999 —  Андрей Зинченко
- 2000 —  Фабиан Йекер (3)
- 2001 —  Хоаким Родригес
- 2002 —  Хосеба Белоки
- 2003 —  Иван Гутьеррес
- 2004 —  Самуэль Санчес
- 2005 —  Самуэль Санчес (2)
- 2006 —  Игор Антон
- 2007 —  Даниэль Морено